# Parc national de Panna
Le parc national de Panna est situé dans l'État du Madhya Pradesh en Inde.
Depuis 2020, le parc est une réserve de biosphère reconnue par l'Unesco.

## Biome
Conséquence de la fragmentation écopaysagère de la région, le parc national de Panna, composante du territoire forestier du Panna Nord et Sud, est la dernière parcelle d'habitat sauvage encore intacte du Nord du Madhya Pradesh.
Ce parc national divise l’arc forestier tropical, allant du Cap Comorin à l’Inde du Sud ; au-delà de cet arc s'étendent les forêts humides de la plaine indo-gangétique. 
Il marque la pointe extrême-nord des forêts naturelles de teck et la limite orientale des forêts naturelles de kardhaï (Anogeissus pendula).
Les forêts du parc national de Panna, le Ken Gharial Wildlife Sanctuary et les territoires adjacents recouvrent une grande partie du bassin versant du Ken (406 km) qui traverse le parc en direction du nord-est sur 72 km.

## Faune
Le parc est peuplé de tigres, de Cerfs axis, de tchinkara, d’antilopes, de sambhars et d’Ours lippus. Le parc abrite plus de 200 espèces d'oiseaux dont l’Oie à tête barrée, la Bondrée orientale, le Vautour royal et la Perruche à tête rose.

### Tigres

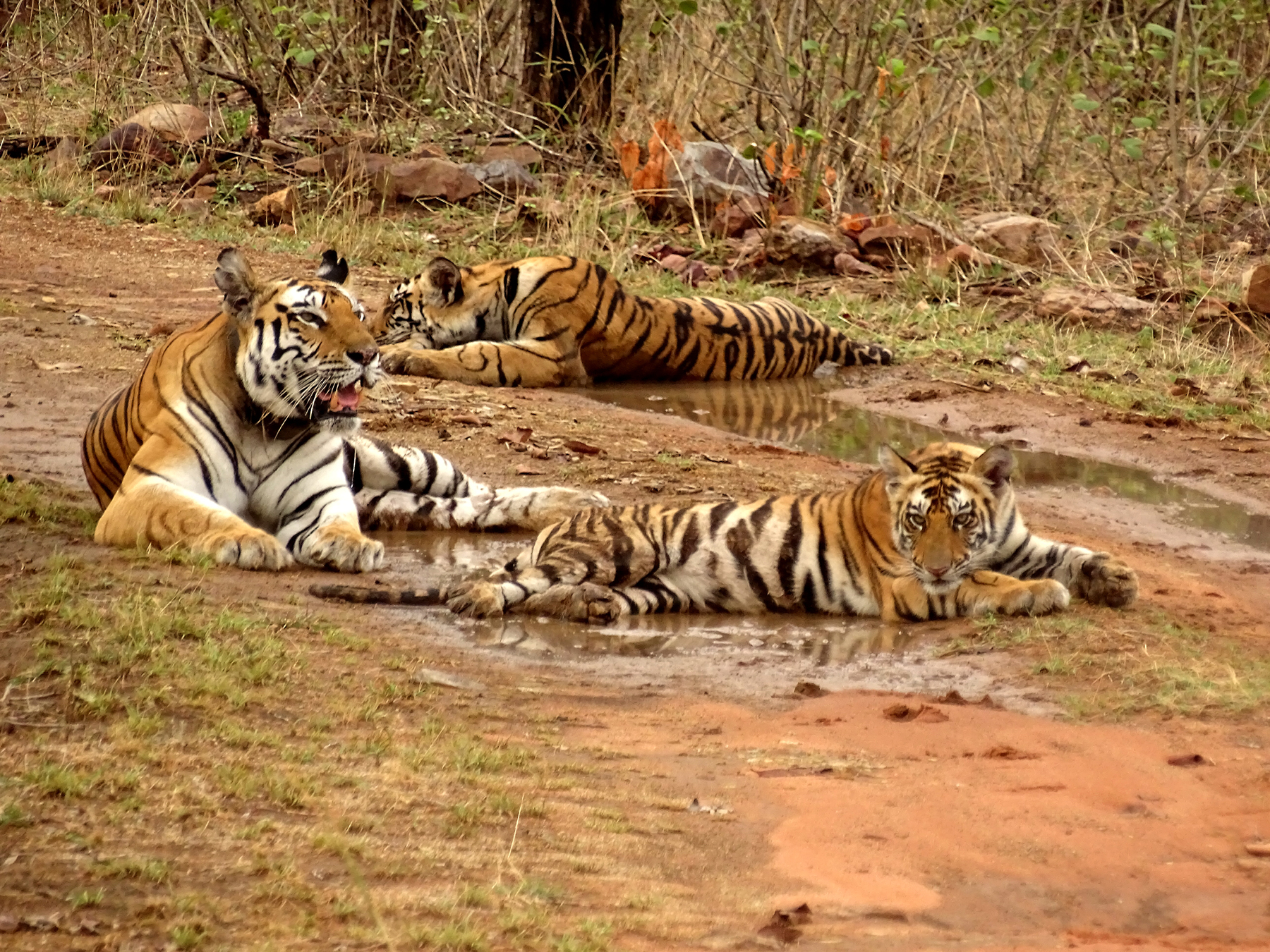
Trois tigres dans le parc national de Panna.

Le déclin de la population de tigres à Panna a été signalé à de nombreuses reprises. En fait, en 2009, la population de tigres du parc a été complètement éliminée à cause du braconnage. Un plan de réintroduction a rapidement été mis en place et six tigres ont été relâchés dans le parc national de Panna. En l'espace de six ans, la population de tigres a atteint dix individus.